# Hanauer Internationale Amateurtheatertage
Die Hanauer Internationalen Amateurtheatertage sind ein traditionsreiches und jährlich stattfindendes Treffen von Amateurtheatern in der Stadt Hanau. 
Organisiert wird es seit 1993 vom Hist(o)erisches Theater Hanau, zuvor vom Magistrat der Stadt Hanau. Ausgewählte Theatergruppen aus der ganzen Welt treten auf verschiedenen Bühnen in der Umgebung der Stadt auf. Zentraler Anlaufpunkt ist das Olof-Palme-Haus.